# Dicerura oregonensis
Dicerura oregonensis is een muggensoort uit de familie van de galmuggen (Cecidomyiidae). De wetenschappelijke naam van de soort is voor het eerst geldig gepubliceerd in 1919 door Ephraim Porter Felt.